# London Contemporary Orchestra
La London Contemporary Orchestra (LCO), fondata nel 2008 da Hugh Brunt e Robert Ames, è un gruppo di giovani musicisti il cui obiettivo dichiarato è "esplorare e promuovere nuova musica per un pubblico sempre più vasto". La LCO ha organizzato la sua stagione inaugurale al LSO St Luke's e da allora si è esibita in sedi e festival tra cui Roundhouse, Latitude Festival, The Old Vic Tunnels, Snape Maltings, Southbank Centre, Barbican, Spitalfields Music e Royal Opera House. Da allora la LCO ha lavorato a film come Theeb, Moonlight, Macbeth (2015), Slow West e The Master.
Nel 2010 la LCO è stata selezionata per la Royal Philharmonic Society Music Awards (categoria Sviluppo degli ascoltatori) e nel 2015 è stata vincitrice nella categoria Ensemble ai Royal Philharmonic Society Music Awards.

## Introduzione
La stagione inaugurale del 2008 della LCO comprendeva musiche di Mark-Anthony Turnage, Kaija Saariaho, Thomas Adès, Iannis Xenakis, Simon Holt, Olivier Messiaen, Jonny Greenwood dei Radiohead e nuove opere dei giovani compositori Emily Hall, Colin Alexander e Jonathan Cole. Nel maggio 2009 la LCO collaborò con il duo elettronico sperimentale Matmos e la compositrice Anna Meredith per una serie di esibizioni presso il magazzino Shoreditch Village Underground. La LCO è apparsa alla Roundhouse nel gennaio 2010 come parte del festival di musica contemporanea 'Reverb', eseguendo lavori di Steve Reich, John Cage, Biosphere e la prima mondiale del concerto per giradischi di Shiva Feshareki TTKonzert.
LCO ha debuttato al Spitalfields Music Summer Festival nel giugno 2010 ed al Faster Than Sound di Aldeburgh Music nel maggio 2010. Nell'ottobre 2010 la Roundhouse ha messo in scena tre proiezioni di Metropolis (versione restaurata) con la colonna sonora originale di Gottfried Huppertz eseguita dal vivo dalla LCO. Nello stesso anno, la LCO ha dato uno spettacolo di The Yellow Shark di Frank Zappa come parte del "Frank Zappa - 70th Birthday Celebration" dei Roundhouse. La LCO è tornata alla Roundhouse ad agosto 2011 per collaborare con Ron Arad a Curtain Call. LCO ha organizzato il suo primo progetto "LCO Soloists" presso The Old Vic Tunnels nel maggio 2011. Nel marzo 2012 l'LCO ha eseguito lavori di Xenakis, Gabriel Prokofiev, Jonny Greenwood e Vivier a un pubblico di 1.200 spettatori come parte di "Reverb 2012" alla Roundhouse. LCO ha fatto il suo debutto al Southbank Centre nel 2012 chiudendo il Meltdown Festival (a cura di Antony Hegarty) con un'esibizione di The Disintegration Loops di William Basinski.
Nel 2013 la LCO si è esibita nella abbandonata Stazione della metropolitana Aldwych, a 107 metri di profondità, il Glaubst du an die Unsterblichkeit der Seele ("Credi nell'immortalità dell'anima?") di Claude Vivier. LCO è stato vincitore della categoria Ensemble nel 2015 ai Royal Philharmonic Society Music Awards. Gli archi e il coro dell'LCO sono in primo piano nell'album A Moon Shaped Pool, nominato ai Mercury nel 2016 con i Radiohead.

## Organizzazione
Il ruolo di direttore artistico è condiviso tra Robert Ames e Hugh Brunt. Condividono anche il ruolo di direttore principale.

## Collaborazioni
La LCO si è esibita con le star Belle & Sebastian al Latitude Festival in luglio 2010 e è ricongiunta con la band per il loro tour nel Regno Unito nel dicembre 2010. I concerti hanno ripreso molti degli arrangiamenti eseguiti per la prima volta da Belle & Sebastian e dalla Los Angeles Philharmonic all'Hollywood Bowl nel 2006. Nel giugno del 2010 membri della LCO si sono uniti alla band Foals nominata per il Mercury Prizeal Glastonbury Festival per una sessione dal vivo alla BBC 6 Music. La LCO appare nel singolo "Spanish Sahara" della band. La LCO ha collaborato con artisti, compositori e marchi tra cui Secret Cinema, Actress, Vivienne Westwood, Arcade Fire, Goldfrapp, Nike, William Basinski, Biosphere, Mira Calix, Mara Carlyle, Mike Figgis, Simon Fisher Turner, Foals, Jonny Greenwood, Matmos, Jimmy Page, Jed Kurzel, Frank Ocean e United Visual Artists.

## Premi
Nel 2010 l'LCO è stata selezionata per la Royal Philharmonic Society Music Awards (Categoria Sviluppo degli ascoltatori) e nel 2015 l'LCO è stata il vincitrice della categoria Ensemble ai Royal Philharmonic Society Music Awards.

## Filmografia
- The Master colonna sonora eseguita dalla London Contemporary Orchestra[21]

Data di uscita: 21 settembre 2012

Regista: Paul Thomas Anderson
Premi: Chicago Film Critics Association Awards – Best Original Score
- Theeb colonna sonora eseguita dalla London Contemporary Orchestra[22]

Data di uscita: 19 marzo 2015

Regista: Naji Abu Nowar
Premi: BAFTA – Outstanding Debut by a British Writer, Regista or Producer; Academy Award nominated – Best Foreign Language Film of the Year
- Slow West colonna sonora eseguita dalla London Contemporary Orchestra[24]

Data di uscita: 16 aprile 2015

Regista: John Maclean
Premi: Sundance Film Festival – World Cinema (Dramatic); Screen Music Awards – Feature Film Score of the Year
- Rattle the Cage colonna sonora eseguita dalla London Contemporary Orchestra[25]

Data di uscita: 10 dicembre 2015

Regista: Majid Al Ansari
- Macbeth colonna sonora eseguita dalla London Contemporary Orchestra[26]

Data di uscita: 11 dicembre 2015

Regista: Justin Kurzel
Premi: Cannes Film Festival nomination – Palme d'Or
- Radiohead: "Daydreaming" (Video Short) colonna sonora eseguita dalla London Contemporary Orchestra[27]

Data di uscita: 6 maggio 2016

Regista: Paul Thomas Anderson
Premi: MTV Video Music Awards Japan nomination - Best Rock Video
- The White King colonna sonora eseguita dalla London Contemporary Orchestra[28]

Data di uscita: 18 giugno 2016

Registi: Alex Helfrecht, Jörg Tittel
Premi: Michael Powell Award nomination - Best British Feature Film; Edinburgh International Film Festival nomination - Best Performance in a British Feature Film
- "The Dead Sea" (Short) colonna sonora eseguita dalla London Contemporary Orchestra[28]

Data di uscita: 3 dicembre 2016 

Regista: Stuart Gatt
Premi: Triforce Short Film Festival - The Audience Choice Award
- Assassin's Creed colonna sonora eseguita dalla London Contemporary Orchestra

Data di uscita: 14 dicembre 2016

Regista: Justin Kurzel
Premi: Golden Trailer Awards - Golden Fleece TV Spot; Golden Trailer Awards nominated - Best Original Score TV Spot
- Alien: Covenant colonna sonora eseguita dalla London Contemporary Orchestra

Data di uscita: 4 maggio 2017

Regista: Ridley Scott
Premi: Academy of Science Fiction, Fantasy & Horror Films nomination - Best Science Film Award; Fright Meter Awards nominated - Best Special Effects
- You Were Never Really Here colonna sonora eseguita dalla London Contemporary Orchestra

Data di uscita: 27 maggio 2017

Regista: Lynne Ramsay
Premi: Cannes Film Festival  – Best Actor; Best Screenplay
- Phantom Thread colonna sonora eseguita dalla London Contemporary Orchestra

Data di uscita: 25 dicembre 2017 

Regista: Paul Thomas Anderson
Premi: Academy Award, BAFTA and Golden Globe nomination

## Discografia
- Foals: "Miami" (Glastonbury Acoustic) feat. players from the LCO[32]

Data di pubblicazione: 2 luglio 2010

Etichetta: Warner Music UK Limited
- Foals: "Spanish Sahara" con London Contemporary Orchestra[33]

Data di pubblicazione: 12 settembre 2010

Etichetta: Warner Music UK Limited
- Jonny Greenwood: The Master (Colonna sonora originale del film)[34]

Data di pubblicazione: 10 settembre 2012

Etichetta: Nonesuch Records Inc.
- Foals: Holy Fire feat. London Contemporary Orchestra

Data di pubblicazione: 11 febbraio 2013 

Etichetta: Transgressive
- Jed Kurzel: Slow West (Colonna sonora originale del film)

Data di pubblicazione: 12 maggio 2015

Etichetta: Sony Classical Records
- Jerry Lane: Theeb (Colonna sonora originale del film) con London Contemporary Orchestra

Data di pubblicazione: 7 agosto 2015

Etichetta: Al Dakheel, Inc.
- Jed Kurzel: Macbeth (Colonna sonora originale del film)[35]

Data di pubblicazione: 1º ottobre 2015

Etichetta: Decca Records
- Radiohead: A Moon Shaped Pool by  (2016)

Data di pubblicazione: 8 maggio 2016

Etichetta: XL Recordings

La maggior parte delle tracce di questo album presentano l'orchestra e il coro che eseguono arrangiamenti Jonny Greenwood
- Frank Ocean: Endless feat. London Contemporary Orchestra

Data di pubblicazione: 19 agosto 2016

Etichetta: Def Jam Recordings
- Frank Ocean: Blonde feat. London Contemporary Orchestra

Data di pubblicazione: 20 agosto 2016

Etichetta: Boys Don't Cry
- Justice: Woman feat. London Contemporary Orchestra[36]

Data di pubblicazione: 18 novembre 2016

Etichetta: Ed Banger Records
- Alien: Covenant (Colonna sonora originale del film) di Jed Kurzel

Data di pubblicazione: 19 maggio 2017

Etichetta: Milan Records
- Actress X LCO: Audio Track 5

Data di pubblicazione: 1º settembre 2017

Etichetta: Ninja Tune
- Phantom Thread (Colonna sonora originale del film) di Jonny Greenwood[37]

Data di pubblicazione: 12 gennaio 2018

Etichetta: Nonesuch
- Actress X LCO: Lageos

Data di pubblicazione: 25 maggio 2018

Etichetta: Ninja Tune

## Nuove opere
- Emily Hall: "Put Flesh On!" (2008)
- Colin Alexander: "Potential Fracture Lines" (2008)
- Jonathan Cole: "Assassin Hair", versione riveduta (2008)
- Howard Quin: "Combination Curves" (2009)
- Jonathan Cole: "burburbabbar za" (2009)
- Shiva Feshareki: "TTKonzert" (2010)
- Tristan Brookes: "Ur" (2010)
- Emily Hall e Toby Litt: "Songs" (2010)
- Mira Calix e Larry Goves: "pedotin"; "ipo" (2010)
- Simon Fisher Turner: "Attitude" (2010)
- Jonathan Cole / Colin Alexander: "Forum" (2011)
- Martin Suckling: "de sol y grana" (2011)
- Gabriel Prokofiev: "Concerto for Bass Drum e Orchestra" (2012)
- William Basinski (arr. Maxim Moston) "Disintegration Loop 2.1" (2012)
- Actress: Audio Track 5 (2017)